# Diocèse de Larantuka
Le diocèse de Larantuka (en latin : Dioecesis Larantukana) est une Église particulière de l'Église catholique en Indonésie, dont le siège est à Larantuka, une ville des petites îles de la Sonde orientales.

## Histoire
Le vicariat apostolique de Larantuka a été créé le 8 mars 1851 par séparation du vicariat apostolique des petites iles de la Sonde. Le 3 janvier 1961, il est érigé en diocèse de Larantuka, suffragant de l'archidiocèse d'Ende.
Comme les autres diocèses des petites îles de la Sonde orientales, le diocèse de Larantuka a longtemps été administré par des évêques issus de la Société du Verbe-Divin (S.V.D.).

## Organisation
Le diocèse de Larantuka est un des 4 diocèses se trouvant sur l'ile de Flores.
Le siège du diocèse est la cathédrale de la Reine-du-Rosaire de Larantuka.

## Liste des ordinaires

### Préfet apostolique
- Gabriel Wilhelmus Manek, S.V.D. (1951-1961, transféré à Ende)

### Évêques
- Antoine Hubert Thijssen, S.V.D. (1961-1973)
- Darius Nggawa, S.V.D. (1974-2004)
- Franciscus Kopong Kung (2004- )

## Source
Catholic-Hierarchy